# Wormwood: Curious Stories from the Bible
Wormwood: Curious Stories from the Bible to album koncepcyjny autorstwa awangardowej grupy The Residents wydany w 1998 roku.
Założeniem płyty była chęć przybliżenia słuchaczom "zbioru najciekawszych historii wziętych z Biblii" z pominięciem morałów i pouczeń znanych z Pisma Świętego,
skupiając się tylko na przytoczeniu odbiorcy samych historii. We wkładce do płyty obok tekstów utworów pojawiły się także wyjaśnienia każdego tekstu i przypowieści ukazujące, że cały projekt ma znaczenie mocno sarkastyczne, a nawet parodystyczne.

## Lista utworów
W nawiasach podane są przypowieści, których dotyczy dana piosenka.
1. "In the Beginning" (2:57) – (stworzenie świata)
2. "Fire Fall" (3:34) – (Lot uciekający z Sodomy)
3. "They Are the Meat" (2:40) – (wizje Ezechiela)
4. "Melancholy Clumps" (1:48) – (budowa Arki Noego)
5. "How to Get a Head" (4:05) – (Salome żądająca głowy Jana Chrzciciela)
6. "Cain and Abel" (3:34) – (zabójstwo Abla przez jego zazdrosnego brata, Kaina)
7. "Mr. Misery" (2:19) – (Cierpienie proroka Jeremiasza)
8. "Tent Peg in the Temple" (2:54) – (zabójstwo Sisery)
9. "God's Magic Finger" (2:41) – (przypowieść o królu Baltazarze)
10. "Spilling the Seed" (2:44) – (przypowieść o Onanie)
11. "Dinah and the Unclean Skin" (2:52) – (historia o Dinah)
12. "Bathsheba Bathes" (2:52) – (Batszeba oraz król Dawida)
13. "Bridegroom of Blood" (4:57) – (zaatakowanie Mojżesza przez Boga z powodu nie obrzezania mojżeszowego potomka)
14. "Hanging By His Hair" (2:33) – (historia Absaloma i jego śmierci)
15. "The Seven Ugly Cows" (2:34) – (wizje (Józefa)
16. "Burn Baby Burn" (2:59)
17. "KILL HIM!" (2:39) – (Abraham poświęcający Bogu życie swojego syna, Izaaka)
18. "I Hate Heaven" (2:50) – (Pieśń nad pieśniami)
19. "Judas Saves" (3:55) – (historia zdrady Judasza opowiedziana z jego perspektywy, mówiąca o tym, że było to konieczne a nawet nakazane Judaszowi przez Boga, aby ludzie mogli uzyskać odpuszczenie grzechów)
20. "Revelation" (5:38) – (Apokalipsa Świętego Jana)